# USP22
USP22 (англ. Ubiquitin specific peptidase 22) – білок, який кодується однойменним геном, розташованим у людей на короткому плечі 17-ї хромосоми. Довжина поліпептидного ланцюга білка становить 525 амінокислот, а молекулярна маса — 59 961.
| 10         |  | 20         |  | 30         |  | 40         |  | 50         |
| ---------- |  | ---------- |  | ---------- |  | ---------- |  | ---------- |
| MVSRPEPEGE |  | AMDAELAVAP |  | PGCSHLGSFK |  | VDNWKQNLRA |  | IYQCFVWSGT |
| AEARKRKAKS |  | CICHVCGVHL |  | NRLHSCLYCV |  | FFGCFTKKHI |  | HEHAKAKRHN |
| LAIDLMYGGI |  | YCFLCQDYIY |  | DKDMEIIAKE |  | EQRKAWKMQG |  | VGEKFSTWEP |
| TKRELELLKH |  | NPKRRKITSN |  | CTIGLRGLIN |  | LGNTCFMNCI |  | VQALTHTPLL |
| RDFFLSDRHR |  | CEMQSPSSCL |  | VCEMSSLFQE |  | FYSGHRSPHI |  | PYKLLHLVWT |
| HARHLAGYEQ |  | QDAHEFLIAA |  | LDVLHRHCKG |  | DDNGKKANNP |  | NHCNCIIDQI |
| FTGGLQSDVT |  | CQVCHGVSTT |  | IDPFWDISLD |  | LPGSSTPFWP |  | LSPGSEGNVV |
| NGESHVSGTT |  | TLTDCLRRFT |  | RPEHLGSSAK |  | IKCSGCHSYQ |  | ESTKQLTMKK |
| LPIVACFHLK |  | RFEHSAKLRR |  | KITTYVSFPL |  | ELDMTPFMAS |  | SKESRMNGQY |
| QQPTDSLNND |  | NKYSLFAVVN |  | HQGTLESGHY |  | TSFIRQHKDQ |  | WFKCDDAIIT |
| KASIKDVLDS |  | EGYLLFYHKQ |  | FLEYE      |  |            |  |            |

A: Аланін

C: Цистеїн

D: Аспарагінова кислота

E: Глутамінова кислота

F: Фенілаланін

G: Гліцин

H: Гістидин

I: Ізолейцин

K: Лізин

L: Лейцин

M: Метіонін

N: Аспарагін

P: Пролін

Q: Глутамін

R: Аргінін

S: Серин

T: Треонін

V: Валін

W: Триптофан

Кодований геном білок за функціями належить до гідролаз, протеаз, активаторів, регуляторів хроматину, тіолових протеаз. 
Задіяний у таких біологічних процесах, як транскрипція, регуляція транскрипції, клітинний цикл, убіквітинування білків, ацетилювання, альтернативний сплайсинг. 
Білок має сайт для зв'язування з іонами металів, іоном цинку. 
Локалізований у ядрі.